# میخائیل گلاوانی
میخائیل گلاوانی (گرجی: მიხეილ გელოვანი؛ روسی‌سازی‌شده به‌صورت: Михаи́л Гео́ргиевич Гелова́ни؛ ۶ ژانویهٔ ۱۸۹۳ – ۲۱ دسامبر ۱۹۵۶) بازیگر و کارگردان فیلم گرجی اهل امپراتوری روسیه بود. وی بین سال‌های ۱۹۱۳ تا ۱۹۵۶ میلادی فعالیت می‌کرد و به سبب بازی‌هایش در نقش ژوزف استالین شهرت داشت.
از فیلم‌ها یا برنامه‌های تلویزیونی که وی در آن نقش داشته‌است می‌توان به روح شیطان اشاره کرد.
وی همچنین برندهٔ جوایزی همچون جایزه هنرمند مردمی اتحاد جماهیر شوروی شده‌است.